# Нияз, Реджеп
Реджеп Нияз (тур. Recep Niyaz; род. 2 августа 1995 или 1 января 1995, Денизли или Denizli, Денизли) — турецкий футболист, полузащитник клуба «Эюпспор».

## Клубная карьера
16 июня 2010 года Реджеп Нияз подписал свой первый профессиональный контракт с «Фенербахче». 16 января 2012 года он дебютировал в турецкой Суперлиге, выйдя на замену в гостевом поединке против «Манисаспора». 12 декабря 2012 года Реджеп забил свой первый гол на высшем уровне, в домашней игре с «Гёзтепе» в рамках Кубка Турции.
В сентябре 2013 года Реджеп на правах аренды перешёл в клуб турецкой Первой лиги «Буджаспор», а спустя год на тех же правах — в «Самсунспор», выступавший в той же лиге. В 2015 году он подписал соглашение с «Денизлиспором», за который в сезоне 2015/16 забил 8 мячей в рамках Первой лиги. В начале июля 2016 года Реджеп перешёл в клуб Суперлиги «Ризеспор».

## Достижения
«Фенербахче»
- Обладатель Кубка Турции: 2012/13